# زايو (قرية)
زايو (بالإنجليزية: Zayü (village))‏ هي منطقة سكنية تقع في الصين في أزمة التبت والصين.[بحاجة لمصدر] يقدر عدد سكانها بـ
- نسمة .